# Акли (Ајова)
Акли (енгл. Ackley) град је у америчкој савезној држави Ајова. По попису становништва из 2010. у њему је живело 1.589 становника.

## Демографија
Према попису становништва из 2010. у граду је живело 1.589 становника, што је -220 (-12.2%) становника више него 2000. године.
| Група             | 2000.         | 2010.         |
| Белци             | 1.644 (90,9%) | 1.442 (90,7%) |
| Афроамериканци    | 3 (0,2%)      | 1 (0,1%)      |
| Азијати           | 5 (0,3%)      | 0 (0,0%)      |
| Хиспаноамериканци | 149 (8,2%)    | 140 (8,8%)    |
| Укупно            | 1.809         | 1.589         |